# Droop
Droop ou Droops são superfícies metálicas planas, instaladas junto ao bordo de ataque do intradorso (parte inferior) das asas de aviões.